# ورد هندي
ورد هندي (الاسم العلمي: Rosa indica) هو نوع من النباتات يتبع جنس الورد من الفصيلة الوردية. سمي هذا النوع نسبةً إلى الهند.